# Sarawak

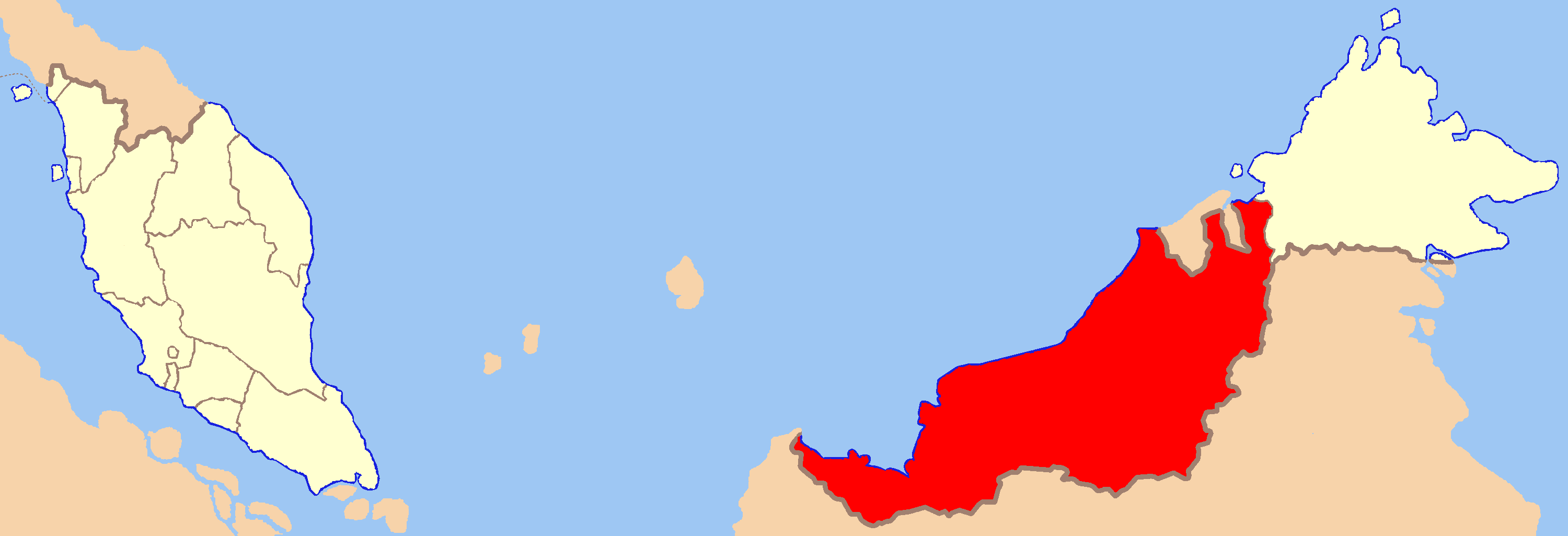
Sarawak Malajzia térképén (piros színnel)

Sarawak zászlaja

Sarawak Malajzia Borneó szigetén fekvő két államának egyike, a legnagyobb maláj állam. Malájul Bumi Kenyalang („a szarvcsőrű madarak földje”) néven is emlegetik. Borneó északnyugati részében fekszik, tőle északkeletre terül el a szigeten a második legnagyobb malajziai állam, Sabah.
Területe 124 450 km² (körülbelül akkora, mint Görögország), népessége 2,3575 millió (2006 decemberi népszámlálás). Az északi szélesség 0° 50′ és 5° és a keleti szélesség 109° 36′és 115° 40′között helyezkedik el, területe Malajzia teljes területének 37,5 százalékát teszi ki. Nagy terület borít állat- és növényfajokban gazdag esőerdő.

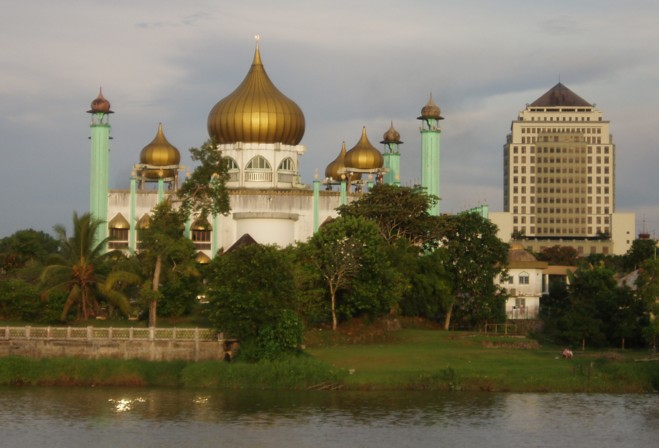
A Masjid Bahagoan mecset Kuchingban

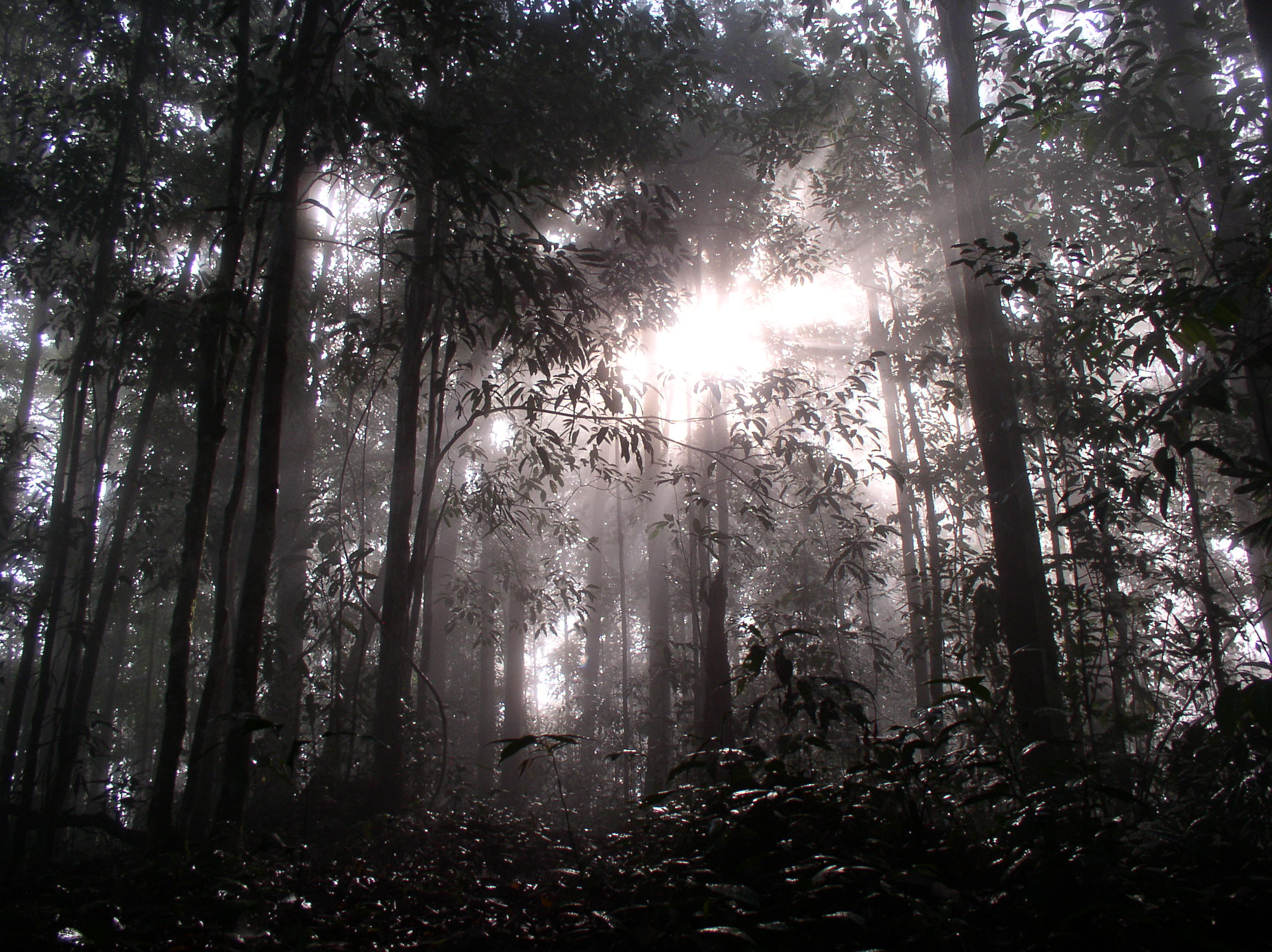
Borneói hajnal

Sarawak közigazgatási székhelye az 579 900 lakosú Kuching. Jelentős városai Sibu (254 000 lakos), Miri (263 000) és Bintulu (176 800).
Mint Sabah is, „multikulturális állam”, nincs etnikai többsége. Sarawakban több mint 30 nem maláj bennszülött nép él. Lakóinak többsége nem iszlám hitű.
Sarawak 11 közigazgatási körzetből all, ezek: Kuching, Samarahan, Sri Aman, Betong, Sarikei, Sibu, Mukah, Kapit, Bintulu, Miri és Limbang.

## Története
Borneó keleti partvidékét a 16. század elején feltérképezték a portugal hajósok, de nem telepedtek itt le. A mai Sarawak a portugál térképeken Cerava néven szerepelt. A 19. században a Brunei Szultanátus laza ellenőrzése alatt álló terület volt (bár a 17. század elején egyszer már saját uralkodója volt, az első és utolsó sarawaki szultán, Tengah). Pangeran Indera Mahkota uralkodása idején Sarawak káoszba süllyedt. II. Omar Ali Szaifuddin brunei szultán (1827-1852) 1839-ben Pangeran Muda Hasimot rendelte Sarawakba, hogy rendet tegyen. Ebben az időben érkezett a szigetre a kereskedő és hajótulajdonos James Brooke, akit végül a Brunein erőt vevő politikai zűrzavarban Sarawak kormányzójának neveztek ki, majd Sarawak tulajdonképpeni uralkodója lett, a fehér rádzsák dinasztiájának alapítója.

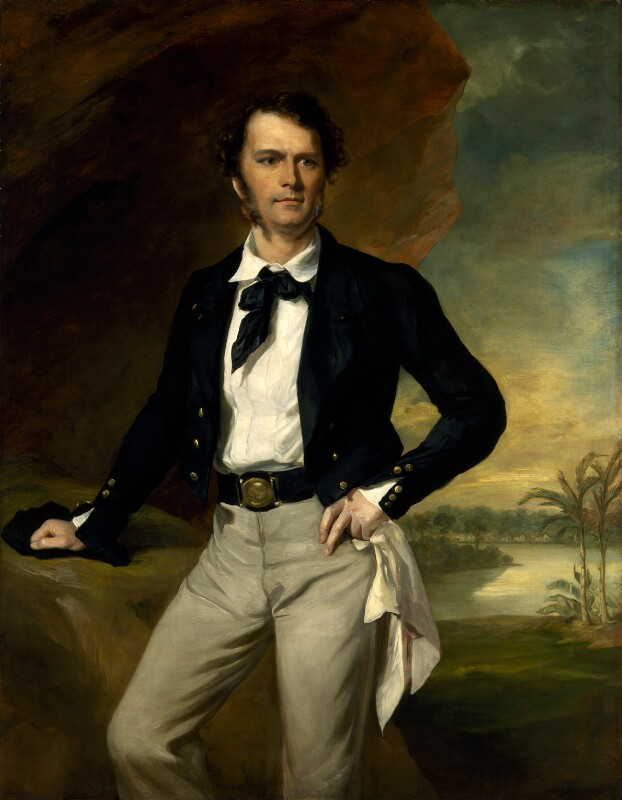
James Brooke, Sarawak rádzsája

Sarawakban a 20. század második felében nem egy esetben tört ki konfliktus a helyi lakosság és maláj kormány között. Időszakosan fellépnek olyan politikai erők is, amelyek Sarawak függetlenségét akarják Malajziától.